# Бубано (Болоња)
Бубано (итал. Bubano) је насеље у Италији у округу Болоња, региону Емилија-Ромања.
Према процени из 2011. у насељу је живело 1450 становника. Насеље се налази на надморској висини од 18 м.